# Manoir de la Cour des Aulnays
Le manoir de la Cour des Aulnays est situé à Challain-la-Potherie, en France.
Il est depuis 2013 ouvert au public tout au long de l'année pour des visites, mais aussi toute sorte d'événements culturels.

## Localisation
Le manoir est situé dans le département français de Maine-et-Loire, sur la commune de Challain-la-Potherie.

## Description
Autrefois, le manoir dit des Aulnays - Aulnoys (1456), Aulnoitz (1529), Aulnaiz (1549), Aulnais (1582) - était une vaste seigneurie avec château entouré de douves, tours, pont-levis et chapelle. Son fief relevait de la châtellenie de Challain à foi et hommage lige.  Il en dépendait au XVIe siècle les closeries de la Verrerie, de la Merceraye, de la Houssaye, de la Haye-Jumelle, de la Mauxionnaye, de la Béraudaye, de la Guillerie, de la Louettière, de la Roirie et de la Pontrionnaye.
Au XIXe siècle, le manoir devient une métairie appelée la Cour des Aulnays. Il subsiste plusieurs vestiges de son ancienne grandeur : la chapelle, plusieurs parties des douves, de nombreuses dépendances dont le bâtiment d'entrée avec l'ancien pont-levis, une tour et trois échauguettes.

## Historique

### Famille des Aulnays - Seigneurs primitifs
Cette seigneurie appartenait primitivement à la famille des Aulnays. Elle en sortira vers le milieu du XIVe siècle par le mariage de Jehanne des Aulnays avec Guillaume de la Motte, écuyer.

### Famille de la Motte - Fondation de la Chapelle

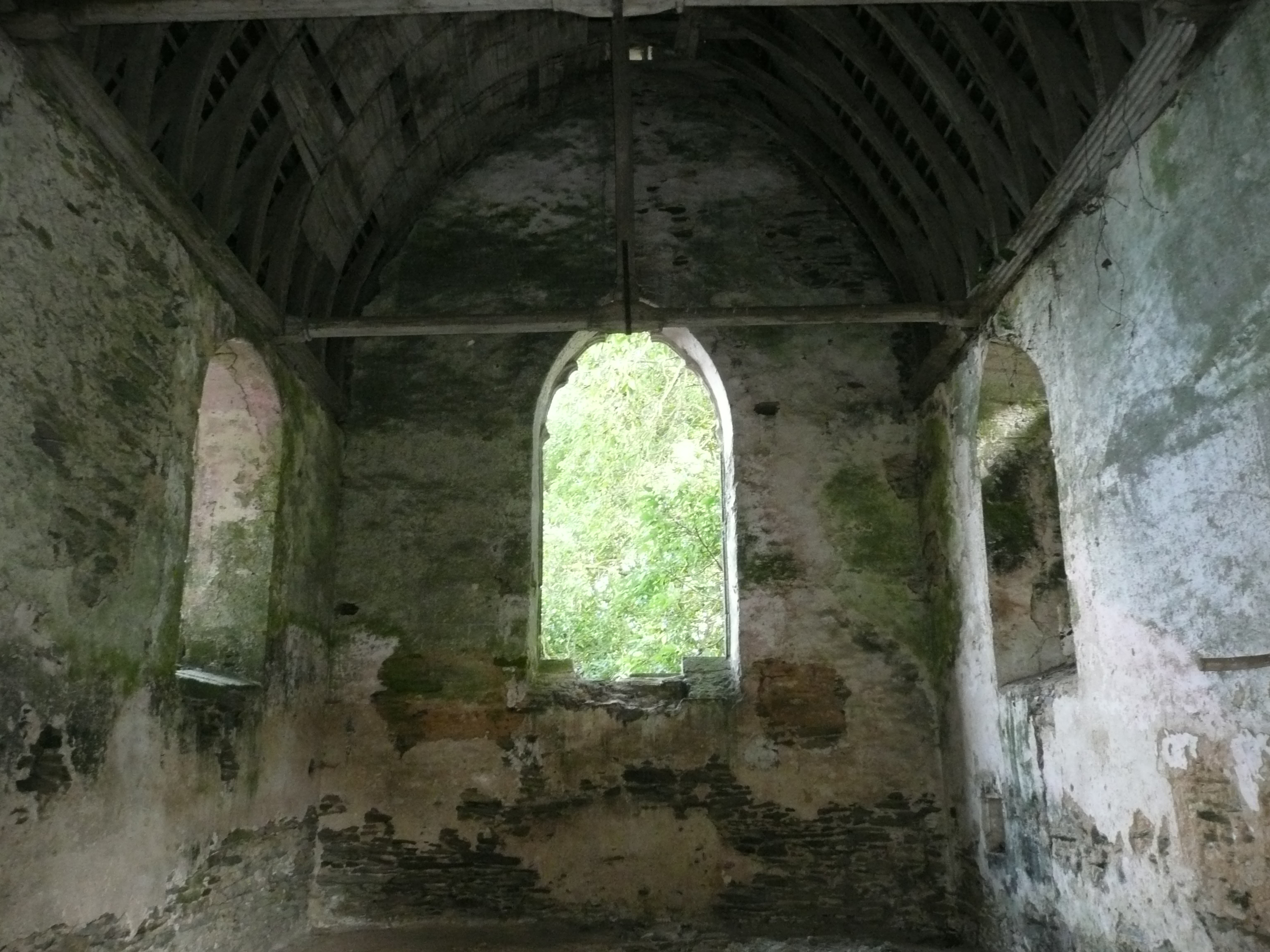
Vue de l'intérieur de la chapelle.

Guillaume de la Motte décéda vers 1384 et son fils, portant le même nom, en hérita. Ce dernier mourut vers 1425 et fut remplacé par son fils Charles de la Motte, écuyer, qui décéda avant 1496. Par son testament, il légua diverses dîmes pour faire célébrer une messe le vendredi de chaque semaine. Son fils aîné, Mathurin de la Motte, également écuyer, lui succéda comme seigneur des Aulnays. En exécution du testament de son père, il passa une convention le 22 juillet 1501 avec le prêtre Pierre Hamelin qui s'engageait à dire ou à faire dire une messe chaque vendredi à l'église de Challain « jusqu'à ce qu'il y ait une chapelle convenable au lieu-dit des Aulnays ». Mathurin de la Motte ne tarda donc pas à faire construire la chapelle qui fut achevée le 12 janvier 1506 et placée sous l'invocation de saint Mathurin et de sainte Barbe; par la suite, elle ne fut désignée que sous ce dernier vocable. Mathurin de la Motte mourut avant 1566. De son mariage avec Françoise Fresneau, il eut deux filles dont Jacqueline qui épousa Antoine de Beauvau.

### Famille de Beauvau - Édification des fortifications
Par ce mariage, la seigneurie des Aulnais passa dans la famille de Beauvau. De leur union naquit un fils unique, Gabriel de Beauvau, écuyer de l'écurie du Roi en 1564. Sous son règne, l'importance du château allait considérablement s'accroître. Par lettres du 1er septembre 1577, il obtint de son suzerain Antoine d'Espinay, seigneur de Challain, l'autorisation de fortifier la maison avec ses cours et sa grange jusqu'alors simplement enclose de fossés. Il l'autorisa à faire « bâtir, construire et édifier pont-levis, douves, tours, canonnières et toutes autres forteresses, ainsi que bon semblera au seigneur des Aulnais pour la protection de sa maison ». Gabriel de Beauvau décéda en février 1583 et la seigneurie des Aulnais fut léguée à l'un de ses fils, Louis de Beauvau, maître des Eaux et Forêts au ressort de Chinon. Le 12 août 1609, Louis de Beauvau et sa femme Charlotte de Brillouet en firent cession à René Le Clerc, écuyer, seigneur des Roches et gentilhomme ordinaire de la vénerie du roi. Le résumé de l'acte de vente décrit le manoir comme  : « la maison seigneuriale des Aulnays enclose et fermée de douves, ponts-levis et pourpris, chapelle, étang, bois de haute futaie et taillables, garennes, prés, closerie de la maison, la métairie des Aulnais, la Verrie, la Meneraie, le Bois-Gauthier, le Houssay, le moulin à vent et la closerie qui en dépend… ». Le 14 octobre 1624, René Le Clerc rendit aveu à Christophe Fouquet, seigneur de Challain pour sa « maison seigneuriale des Aulnays, composée de chapelle, fuie et granges, écuries, portail avec pont-levis, tours avec canonnières à flanc, droit de forteresse, jardins ; le tout entouré à circuit de grandes douves, larges et creuses, pleines d'eau, avec droit de pont-levis, contenant ensemble par fonds six boisselées de terre environ ».

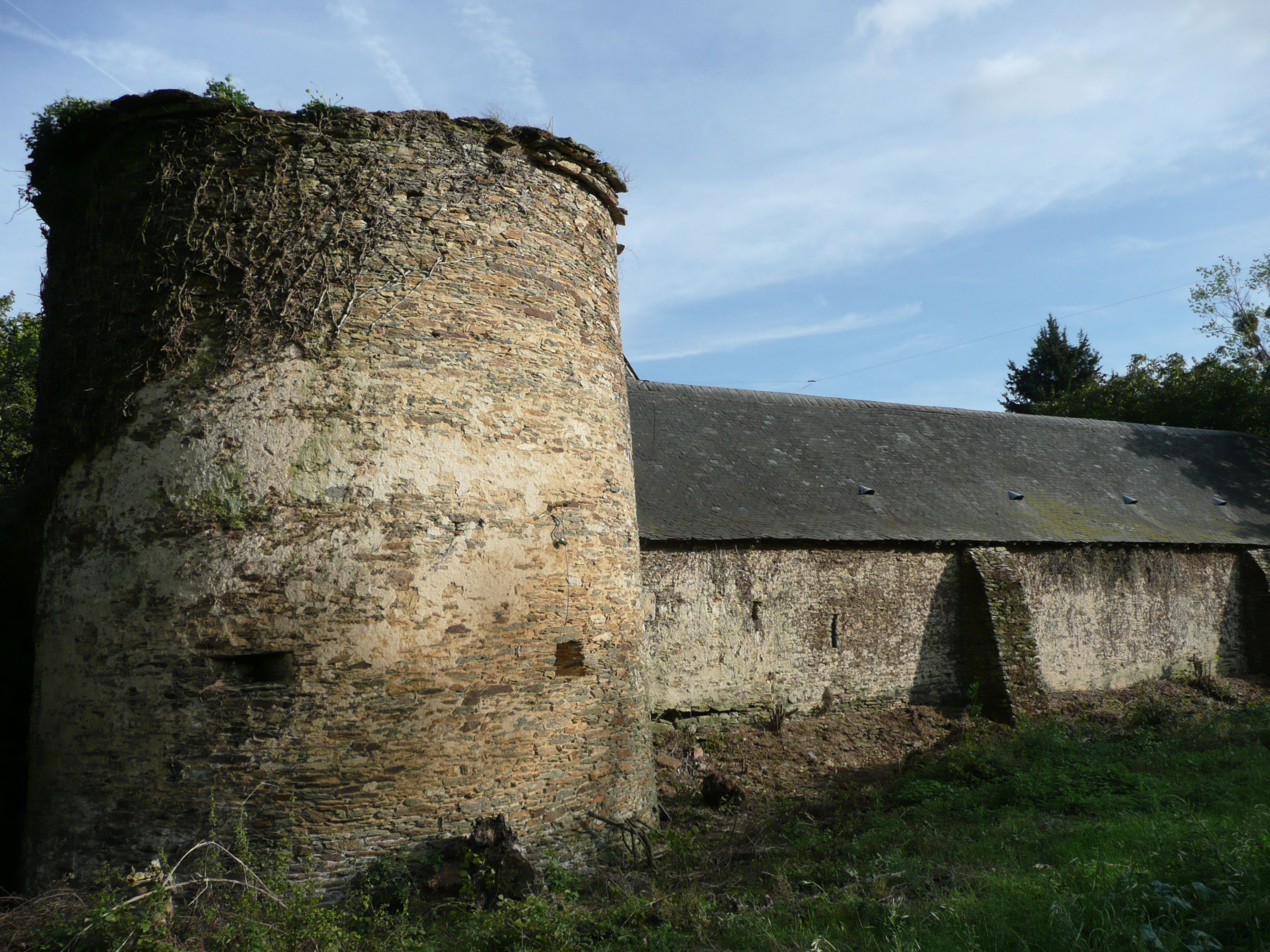
Tour et logis du manoir vus de l'extérieur.
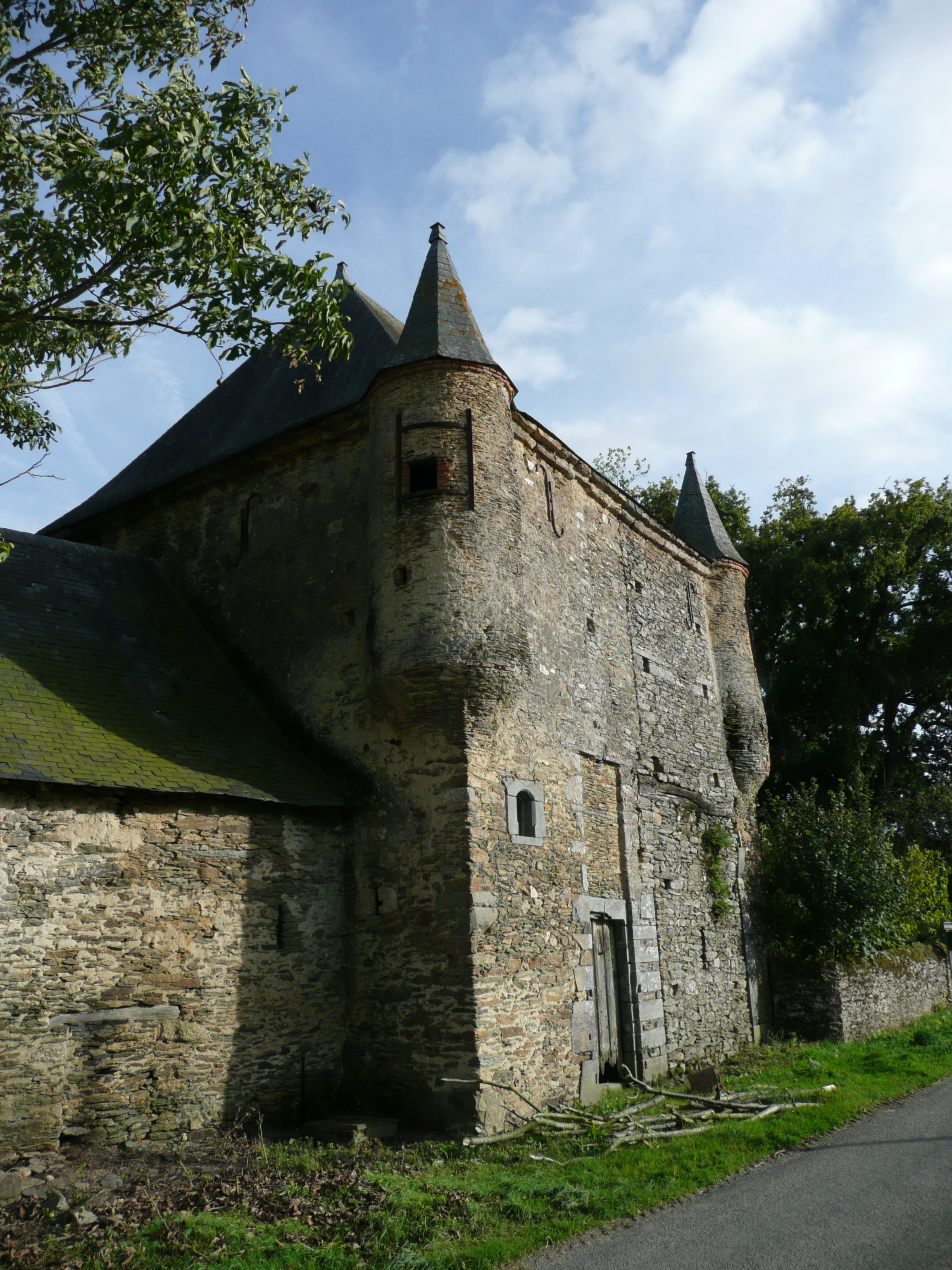
Châtelet d'entrée.

### Famille Le Clerc- Projet de reconstruction de la chapelle
René Le Clerc mourut vers 1640. Il avait deux fils, Pierre qui entra dans les ordres, et Louis qui hérita de la seigneurie des Aulnays. Le 2 septembre 1659, l'évêque Henri Arnauld, revenant d'Ingrandes et de Candé, s'y arrêta pour y passer la nuit. Le lendemain, Louis Le Clerc et son frère adressèrent une requête aux juges de la maîtrise des eaux, bois et forêts de Châteaubriant pour obtenir l'autorisation de faire abattre douze chênes dans la forêt de Chanveaux afin de rebâtir la chapelle. Cette permission fut accordée mais le seigneur des Aulnays ne prit que deux arbres, le projet fut abandonné. Louis le Clerc décéda vers 1670, son fils aîné Pierre le succéda. Les terres des Aulnays passèrent dans la famille des Laurens à la suite du mariage de Geneviève-Eulalie Le Clerc de Brion avec Pierre de Laurens, le 13 août 1731.

### Familles Laurens et Jousselin - Sièges pendant la guerre de Vendée et transformation en métairie

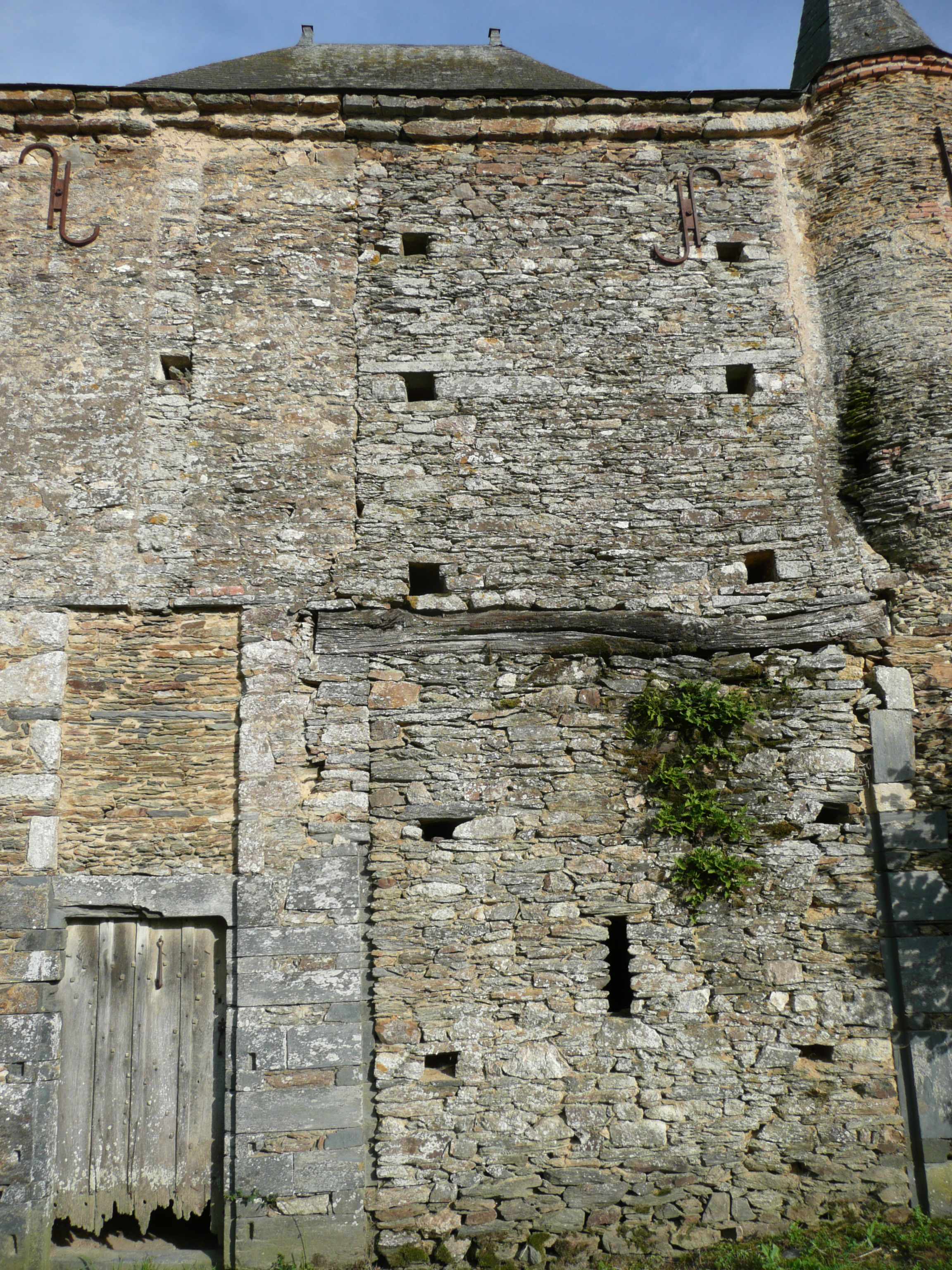
Vestiges des ponts-levis à flèche du châtelet.

En 1773, Louis-Auguste de Laurens, chevalier, seigneur de Joreau, devint seigneur des Aulnays. Il vivait encore en 1788. Il fut suivi par Louis-René de Jousselin puis par Louis-Charles-Emmanuel, marquis de Jousselin. Ce dernier prit part à la guerre de Vendée et fut nommé colonel du 1er régiment des grenadiers à cheval de la garde royale et la croix de Saint-Louis en 1815. Pendant les guerres de Vendée, le château des Aulnays devint une retraite habituelle des Chouans et fut attaqué et incendié par les Bleus à plusieurs reprises. Le 18 thermidor an II (5 août 1794), les patriotes, commandés par le général Decaen, y atteignirent les Chouans qui, après un combat, laissèrent 20 morts sur le terrain. À la mort du marquis de Jousselin en 1854, ses biens furent partagés entre ses enfants, la terre des Aulnays fut attribuée à sa fille Marie-Élisabeth qui était mariée à Magdelon-Hyacinthe du Buat. 
Au début du XIXe siècle, l'ancien manoir devint la métairie de la Cour des Aulnays. Les pierres des anciens bâtiments, détruits à la révolution, servirent à la construction d'un nouveau logis en 1801. Il ne reste alors qu'une partie des anciennes constructions : une tour qui servait aussi de fuie, le porche d'entrée transformé en bâtiment de service et quelques tourelles recouvertes de lierre. Les douves sont desséchées et servent de pâture aux animaux de la ferme. La chapelle est dépouillée de ses ornements et transformée en grange à foin.

### Famille de l'Espéronnière - Exploitation de la carrière de l'étang
Édouard-Marie, marquis de l'Espéronnière marié à leur fille unique, Marie-Dieudonnée du Buat, devint propriétaire en 1843. En 1862, un four à chaux avec machine à vapeur fut établi près de l'étang, pour l'extraction du dépôt de falun et de molasse coquillères'y trouvant. Un canal de 6 mètres de profondeur sur 3 kilomètres de longueur fut creusé pour épuiser l'étang et faciliter l'exploitation de la carrière. Elle fut exploitée en location par le propriétaire de la Veurière jusqu'en 1876. À cette époque, le calcaire s'épuisant, l'entreprise fut abandonnée et l'eau revint remplir la cavité d'environ un hectare, comme autrefois. Une partie des douves a été comblée pour la construction du chemin d'intérêt commun no 112 vers 1863. 
Une légende s'attache à l'étang des Aulnays : on raconte que le jour de la Saint-Jean, au lever du soleil, un lys d'or émerge du milieu de la nappe d'eau et replonge à l'instant où le disque apparait tout entier au-dessus de l'horizon.
En 1875, la terre appartint au fils du marquis de l'Espéronnière, le comte René de l'Espéronnière. 
L'édifice est inscrit au titre des monuments historiques le 18 septembre 1989.

## Pour approfondir